# Приму, Анн
Анн Приму́ (фр. Anne Primout, в девичестве Дюпо́н (фр. Dupont); 5 октября 1890, Французский Алжир — 26 марта 2005, Восточные Пиренеи, Лангедок-Руссильон, Франция) — полностью верифицированная алжирско-французская сверхдолгожительница.

## Биография
Анн Приму родилась 5 октября 1890 года в Алжире (в то время французская колония), а умерла 26 марта 2005 года на территории Франции в возрасте 114 лет и 172 дней.
Она прожила тихую и скромную жизнь, не привлекая к себе внимания. В свои последние годы она жила вместе с дочерью в Перпиньяне.
18 апреля 2002 года, после смерти Жермен Хэй, Анн Приму стала старейшим живущим жителем Франции.
На момент смерти Приму была старейшим живущим человеком Франции, вторым в Европе и шестым в мире. Анн также является самым старым человеком в истории Алжира и вторым старейшим человеком в истории Африки, после Аделины Домингес, которая прожила всего на 11 дней дольше Приму.